# Alice Recoque
Alice Recoque (* 29. August 1929 als Alice Maria Arnaud in Cherchell, Algerien; † 28. Januar 2021 in Ballainvilliers) war eine französische Ingenieurin und Informatikerin.
Sie war vor allem für ihre Arbeit auf dem Gebiet der Computerarchitektur bekannt. Sie war 1959 an der Entwicklung des Minicomputers CAB500 beteiligt und wurde dann Projektleiterin des Minicomputers Mitra 15, bevor sie sich der Forschung über parallele Architekturen und künstliche Intelligenz zuwandte. Später, im Jahr 1978, war sie an der Gründung der Datenschutzbehörde CNIL (Commission Nationale de l’Informatique et des Libertés, „Nationale Kommission für Informationstechnologie und bürgerliche Freiheiten“) beteiligt.

## Leben
Alice Maria Recoque (geborene Arnaud) studierte an der École supérieure de physique et de chimie industrielles de la ville de Paris (ESPCI) und erwarb 1954 ihren Abschluss als Ingenieurin.

### Karriere in der Computerbranche
1954 trat sie in die Société d’électronique et d’automatisme (SEA) ein, das Unternehmen, das die ersten französischen Computer baute. Sie untersuchte zunächst Ferritkernspeicher für den CAB1011, einen Computer, der im folgenden Jahr in der Chiffrierabteilung des Service de documentation extérieure et de contre-espionnage (SDECE) installiert wurde.
Danach war sie an verschiedenen Projekten beteiligt, insbesondere an der Entwicklung des Minicomputers CAB500 (1959), des ersten dialogfähigen Tischcomputers, in Zusammenarbeit mit Françoise Becquet unter der Leitung von André Richard und François-Henri Raymond. Anschließend arbeitete sie am Industriecomputer CINA und war Mitleiterin des Projekts CAB 1500, das sich mit den ALGOL-Sprachmaschinen befasste.
Nach der Übernahme der SEA durch die Compagnie internationale pour l’informatique (CII), die Ende 1966 durch den Plan Calcul gegründet wurde und deren Leitung sie von den technischen Verantwortlichkeiten entbunden hatte, ging sie zur Forschung unter der Leitung von JY Leclerc über, mit dem sie einige der Grundlagen für die zukünftige Entwicklung der Maschinenarchitektur vertiefte. Sie wurde dann gebeten, das CII in einem INRIA-Projekt namens MIRIA zu vertreten, das von ihrem Freund Paul-François Gloess, ebenfalls von der SEA, geleitet wurde. Sie blieb nur wenige Monate, da einige der an sich interessanten Merkmale des Projekts nicht den Bedürfnissen der CII entsprachen. Außerdem wurden die Bedürfnisse des Unternehmens im Bereich der Kleincomputer immer deutlicher, und Alice Recoque wurde gebeten, diese durch die Entwicklung eines Projekts zu konkretisieren. Der Zielmarkt waren industrielle und wissenschaftliche Anwendungen, die die IRIS-Großrechnerreihe ergänzen sollten, die sehr stark auf Verwaltungsanwendungen ausgerichtet war.
Dieses Projekt, das den Codenamen Q0 trug, wurde von der Unternehmensleitung angenommen und führte zur Entwicklung der Produktreihe Mitra. Alice Recoque wurde zur Forschungs- und Entwicklungsleiterin der Abteilung „Kleincomputer und zugehörige Systeme“ des CII ernannt und leitete das Projekt Mitra 15 bis zu seiner Industrialisierung.
Nach der Übernahme des CII durch Honeywell-Bull wurde Alice Recoque, die an massiv-parallelen Architekturen, insbesondere an Multi-Mikroprozessoren, forschte, für die Beziehungen zu Forschung und Hochschulwesen zuständig. In dieser Eigenschaft nahm sie neben den funktionalen Aspekten dieser Beziehungen auch an Jurys teil und betreute Doktoranden. 1982 wurde sie zum Mitglied der Informatikkommission des Comité national de la recherche scientifique ernannt, die die Politik des CNRS in diesem Bereich festlegt. Sie wurde ausgewählt, um das Kapitel über Computerarchitektur in der Referenzpublikation Techniques de l'ingénieur zu schreiben.
Im Jahr 1978 nahm sie an der Sitzung teil, auf der die CNIL gegründet wurde. Sie äußerte ihre Besorgnis über „die zunehmende Überwachungsmacht von Unternehmen und Staaten“ und erklärte, es sei notwendig, einen Schutz dagegen zu schaffen.
Im Januar 1985 wurde sie von der Bull-Gruppe zur Leiterin der Mission „Künstliche Intelligenz“  ernannt. Sie dehnte das Konzept, das zuvor auf Aspekte der Computerprogrammierung beschränkt war, auf alle Methoden und Techniken aus, die darauf abzielen, menschliches Verhalten zu untersuchen, um es zu verstehen und zu reproduzieren. Im Rahmen dieser Mission, die in enger Zusammenarbeit mit öffentlichen Forschungseinrichtungen wie dem Institut national de recherche en informatique et en automatique (INRIA) durchgeführt wurde, definierte Alice Recoque, die die Strategie leitete, an der mehr als 200 Personen beteiligt waren, die Produktpalette, die Bull entwickeln sollte, um ein kohärentes Angebot im Bereich der künstlichen Intelligenz zu schaffen. Dazu gehören die Entwicklung einer Grammatik in Prolog II zum Verstehen von in natürlicher (französischer) Sprache formulierten Texten, der Entwurf der objektorientierten Sprache KOOL (Knowledge representation Object-Oriented Language), die in Lisp für die SPS-7-Maschinen von Bull (abgeleitet von der SM-90 vom Centre national d’études des télécommunications (CNET)) entwickelt wurde und zur Darstellung von Wissen dient, sowie verschiedene Expertensysteme.
1989 wurde Alice Recoque zum assoziierten Mitglied des Conseil général des ponts et chaussées ernannt; 1993 wurde diese Ernennung um drei Jahre verlängert.
In den Jahren 1990–1992 war sie Mitglied – zunächst als wissenschaftliche Sekretärin, aber schon bald als Vollmitglied – des Evaluierungsausschusses des europäischen Projekts für automatische Übersetzung Eurotra und dann der anschließenden Studienkommission, beide Kommissionen unter dem Vorsitz von André Danzin für die Europäische Kommission.

### Forschung und Lehre
Alice Recoque entwickelte und unterrichtete viele Jahre lang Computerstrukturen am Institut supérieur d’électronique de Paris (ISEP). Sie unterrichtete auch Informatik an anderen Hochschulen wie der École Centrale Paris, École supérieure d’électricité (Supélec) und dem Institut Catholique de Paris.

### Anerkennung
Nach Ansicht des Informatikhistorikers Pierre Mounier-Kuhn wurde die Arbeit von Alice Recoque nur langsam anerkannt, weil in Frankreich kaum von Ingenieuren die Rede war und weil sie eine Frau war, was auch den Kampf erkläre, der geführt werden musste, „um zu verhindern, dass Wikipedia den Eintrag über Alice Recoque löscht“.
Von 1983 bis 1986 war sie Mitglied der Sektion 08 (Informatik, Automatisierung, Signale und Systeme) des Nationalen Ausschusses des CNRS.

## Veröffentlichungen
- Alice Recoque hat seit Beginn ihres Berufslebens zahlreiche Patente angemeldet, allein oder in Zusammenarbeit.[11]

- A. Recoque und F. Becquet, CAB 500 : petite calculatrice arithmétique scientifique, Chiffres, tome 2, Nr. 2, 1959.
- Microprogramming in a Small Computer, NATO Advanced Summer School on Microprogramming, St. Raphael, France, August 1971.
- Survey of Main Trends in Computer Hardware Architecture, in Simon H. Lavington, Information Processing 80, Proceedings of IFIP Congress 80, Tokyo, Japan – October 6–9, 1980 and Melbourne, Australia – October 14–17, North-Holland/International Federation for Information Processing, 1980, S. 115–125
- A. Recoque, Structure interne des ordinateurs, Techniques de l'ingénieur. Informatique, 1984
- Qu'est-ce que l'intelligence artificielle ?, in I.A. et bon sens, Paris, coll. F.R. Bull, 1991, S. 93
- Danzin A., S. Allén, H. Coltof, A. Recoque, H. Steusloff, and M. O’Leary, Eurotra Programme Assessment Report (Rapport Danzin), Commission of the European Communities, März 1990.
- Towards a european language infrastructure Report by A. Danzin and the Strategic Planning Study Group for the Commission of the European Communities, 1992 (A. Recoque, Mitglied der Gruppe).
- Miria a validé l’ordinateur personnel avant qu’IBM ne le découvre, Code source, Nr. 3 « Année 1969& », 22. Januar 2007.
- Alice Recoque, Microprogrammation et machines virtuelles, Journées d'étude sur les recherches en structures de machine et architecture des systèmes, Rennes, 13.–14. November 1972
- Alice Recoque, Architecture multiprocesseur, Journées d’études sur les structures dépendant d'un groupement de multiprocesseurs, Saint-Pierre de Chartreuse, 22.–23. November 1973
- Alice Recoque, Le multiprocessing pourquoi et comment?, Section française « Computer » des IEEE, März 1976
- Alice Recoque, Mitra 15 an example of handling peripherical unit by specific multiprogramming, Special Review of Euro-Micro, April 1976
- Alice Recoque, Architecture à processeurs composants, Congrès AFCET, Gif-sur-Yvette, November 1976

## Auszeichnungen
Alice Recoque wurde mit Dekret vom 12. Dezember 1978, veröffentlicht im Journal Officiel vom 17. Dezember 1978, auf Vorschlag des Industrieministers als wissenschaftliche Delegierte in einem Unternehmen zum Ritter des Nationalen Verdienstordens Ordre national du Mérite ernannt.
Mit Dekret vom 7. August 1985, veröffentlicht im Journal Officiel vom 10. August 1985, wurde sie auf Vorschlag des Forschungsministers als Projektleiterin in einem Unternehmen in den Rang eines Offiziers befördert.
Sie ist Ehrenmitglied der Société informatique de France.